# De Paalberg
Camping De Paalberg is een Nederlands recreatiepark bij het Gelderse Ermelo. In 2020 was het park de eerste in haar soort die het Nederlandse predicaat hofleverancier kreeg toegekend, kort na het honderdjarig bestaan.
De camping werd in 1920 opgezet door de Amsterdamse Maatschappij Voor Jongemannen (AMVJ) aan de huidige Drieërweg in Ermelo bij de Paalberg (het hoogste punt van de Ermelose Heide) voor haar leden. Het zwembad is tot stand gekomen middels de werkverschaffing. De AMVJ was net als de AJC onderdeel van de vooroorlogse geëngageerde jeugdbeweging en richtte zich op de geestelijke, verstandelijke, lichamelijke en maatschappelijke ontwikkeling van jongemannen, later ook van jongevrouwen. De oprichting van het recreatiepark op de Veluwe paste daar naadloos bij.
In de Tweede Wereldoorlog werd het kamp door de Landwacht afgebroken. Na de oorlog werd het kamp door de AMVJ hersteld. Meer nog dan vroeger, aldus de vereniging, was het belangrijk de jeugd in de gelegenheid te stellen kennis te maken met het kampleven. Eerst verrees een tentenkamp en in 1949 kwam een nieuw gebouw tot stand met onder andere twee slaapzalen en een eetzaal. Vanaf de jaren 60 richtte de Paalberg zich meer op gezinsrecreatie. In 1967 werd het beheer overgedragen aan een verwante stichting, YMCA-Vormings en Recreatie-Centra (YVORC). In 1972 werden de accommodaties afgebroken. Het terrein van zo'n 25 ha groot werd opgedeeld in een kampeergedeelte en een gedeelte voor huisjes en stacaravans. In 2012 werd het park overgenomen door VDB Recreatie Groep.